# Gregorioiscala fredericqae
Gregorioiscala fredericqae is een slakkensoort uit de familie van de Epitoniidae. De wetenschappelijke naam van de soort is voor het eerst geldig gepubliceerd in 2004 door Garcia.